# Kinoshita-Lee-Nauenberg-Theorem
Das Kinoshita-Lee-Nauenberg-Theorem, kurz KLN-Theorem, ist ein Satz aus der Quantenfeldtheorie. Es besagt, dass komplette Streuamplituden im Infrarotlimes nicht divergieren, da sich verschiedene divergente Anteile der Streuamplitude genau aufheben. Diese jeweils divergenten Anteile sind die reellen, „weichen“ Korrekturen aus der Absorption oder der Abstrahlung niederenergetischer sowie kollinearer Photonen oder Gluonen und Schleifen virtueller Teilchen mit geringem Impuls. In der Fachsprache wird der Ausdruck, die Amplituden seien „IR-sicher“, verwendet. 
Das Kinoshita-Lee-Nauenberg-Theorem wurde unabhängig voneinander in den Jahren 1962 von Tōichirō Kinoshita und 1963 von Tsung-Dao Lee sowie Michael Nauenberg  bewiesen. Für den Ultraviolettbereich, das heißt für Schleifen virtueller Teilchen mit hohem Impuls, existiert kein dem KLN-Theorem äquivalenter Satz; diese müssen renormiert werden. 
Ein dem Kinoshita-Lee-Nauenberg-Theorem verwandter Satz ist das Bloch-Nordsieck-Theorem, das im Spezialfall der Quantenelektrodynamik für die gegenseitige Aufhebung der IR-divergenten Anteile aus virtuellen Schleifen und der Abstrahlung von Photonen sorgt.